# Barbatula euphratica
Barbatula euphratica is een straalvinnige vissensoort uit de familie van de bermpjes (Nemacheilidae). De wetenschappelijke naam van de soort is voor het eerst geldig gepubliceerd in 1964 door Petru Bănărescu en Teodor T. Nalbant.